# Básník (Michael Connelly)
Básník je pátým románem amerického spisovatele Michaela Connellyho. Vydán byl v roce 1996 a je prvním z Connellyho románů, ve kterém nevystupuje postava policejního detektiva Harryho Bosche, a zároveň prvním románem, v němž se objevuje postava reportéra Jacka McEvoye. Na děj tohoto románu navazuje kniha Temné proudy, která byla vydána v roce 2004. Básník získal v roce 1997 cenu Dilys.
Děj je vyprávěn v první osobě z pohledu reportéra Jacka McEvoye. V několika částech knihy je vyprávění v první osobě použito také pro tajemnou postavu jménem "Eidolon". A pro popis příběhu z pohledu pedofila Williama Gladdena používá Connelly vyprávění v třetí osobě. V knize se poprvé objevuje agentka FBI Rachel Wallingová, která vystupuje i v dalších Connellyho románech.
V dubnu 2004 byl Básník vydán znovu v brožované podobě s úvodem od Stephena Kinga.

## Děj knihy
Kniha nám představuje Jacka McEvoye, novináře pracujícího pro noviny Rocky Mountain News v Denveru, v okamžiku kdy se dozvídá o sebevraždě svého jednovaječného dvojčete Seana, jenž byl detektivem na policejním oddělení vražd v Denveru. Byl nalezen mrtvý ve svém autě na odstavném parkovišti. Společně s ním byl v autě nalezen dopis na rozloučenou obsahující jedinou větu, a zdálo se nemožné, že by jej mohl zabít někdo jiný. McEvoy však odmítá uvěřit, že by jeho bratr propadl depresím z vyšetřování jeho případů, i když ten poslední byl obzvláště brutální. Jednalo se o případ mladé vysokoškolské studentky Theresy Loftonové, jejíž rozpůlené tělo bylo nalezeno v parku.
Jack se pouští do vlastního pátrání a snaží se zjistit detaily z bratrova vyšetřování případu Loftonová. Dochází k závěru, že bratrova smrt byla dílem sériového vraha, a byla zamaskována tak, aby vypadala jako sebevražda. Jack upře svou pozornost k případům detektivů z různých oddělení vražd, kteří spáchali sebevraždu podobným způsobem a zanechali u sebe dopis na rozloučenou s jedinou větou z díla Edgara Allana Poea (stejně jako u Seana). Narazí na tři případy, které se jasně shodují s bratrovou smrtí. Když si FBI konečně uvědomí, že na něco narazil, pokusí se ho od vyšetřování odstavit. Jackovi se však podaří vyměnit své poznatky o ostatních úmrtích (z nichž jeden případ dokonce agentům FBI zcela unikl) za možnost podílet se na vyšetřování FBI. Vyšetřovací tým vede Patrick Backus, který musí žít ve stínu svého otce, jenž je považován za legendu FBI. Jacka dostane na starost jedna z Backusových oblíbených agentek, Rachel Wallingová. Jack a Rachel spolu prožijí milostný románek. FBI začne sériového vraha nazývat "Básníkem", protože u svých obětí používá citáty E. A. Poea.
Vyšetřování se zaměří na internetovou komunitu pedofilů, především na jistého Williama Gladdena. McEvoy se zúčastní operace, jejímž cílem je Gladdenovo zatčení. Ten ale pojme podezření, že se něco chystá, a agenta FBI, který se jej pokusí zatknout, zabije. Tím agentem je Gordon Thorson, bývalý manžel Rachel Wallingové. Gladdena nakonec zabije McEvoy když je držen jako rukojmí. I když je případ uzavřen, díky Gladdenově poznámce o smrti jeho bratra, si McEvoy myslí, že Gladden není jeho skutečným vrahem. McEvoy poté narazí na důkazy, které naznačují, že vraždy mají spojitost s někým z FBI. Podaří se mu také dohledat telefonní číslo, z nějž FBI přišel vychloubačný fax od Básníka. Toto číslo patří Thorsonovu hotelovému pokoji. A protože McEvoy ví, že Wallingová poslala v době kdy byl fax odeslán Thorsona do obchodu koupit kondomy, podezírá ji, že ona je Básníkem, a že to ona přispívá do internetové komunity pedofilů pod jménem "Eidolon", což je další odkaz na Poeova díla. Poté zjistí, že její otec byl policistou a spáchal sebevraždu když byla ještě mladá
... a navíc byl podezřelý z toho, že Rachel dlouhodobě sexuálně zneužíval. Protože pedofilové bývají často jako děti zneužíváni, svěří se McEvoy se svým podezřením Backusovi. Backus McEvoyovi navrhne, že na Wallingovou připraví past, a odveze ho do jednoho vzdáleného domu - tady Backus podá McEvoyovi sedativa aby nekladl odpor. Přizná se mu, že to on se skrývá jak za postavou Eidolona tak i Básníka. Hotelový pokoj, který byl omylem naúčtován na Thorsonovo jméno, byl ve skutečnosti jeho. Přizná se, že to on spáchal všechny vraždy a zařídil, aby veškerá vina padla na Gladdena.
Když se Backus chystá McEvoye sexuálně zneužít a pak zabít, objeví se na místě Wallingová, která díky zprávám od obou mužů pojala vlastní podezření, a podaří se jí zachránit McEvoyovi život a Backuse vystrčí ven z okna na prudký svah. Policie tam později nalezne tělo, ale nepodaří se prokázat, že patří Backusovi. Mezitím vycházejí na světlo fakta z vyšetřování a profesionální úsudek Wallingové je zpochybněn kvůli jejímu osobnímu vztahu k McEvoyovi a jejímu pracovnímu vztahu k Backusovi. Bulvár také otiskne společnou fotku McEvoye a Wallingové. Ale protože ji McEvoy neprávem podezíral, ukončí Wallingová jejich vztah a odjede do Itálie. McEvoy přestane pracovat pro noviny aby mohl o prožitých událostech napsat knihu, a to i přes námitky Wallingové, že kniha o Backusovi vrhne na práci FBI špatné světlo.